# Orden de Bertoldo I
La Orden de Bertoldo I (en alemán: Orden Berthold des Ersten) fue una orden dinástica del Gran Ducado de Baden. Fue establecida el 29 de abril de 1877 por Federico I, Gran Duque de Baden, para conmemorar el vigésimo quinto aniversario de su ascenso al trono como una clase adicional por encima de la gran cruz de la Orden del León de Zähringen. En su septuagésimo cumpleaños, Federico I la separó de esa orden y le dio estatutos como una orden por derecho propio. Después de esa fecha, la orden podía entregarse a todas las personas por su fiel servicio o como una muestra especial de reconocimiento y benevolencia.

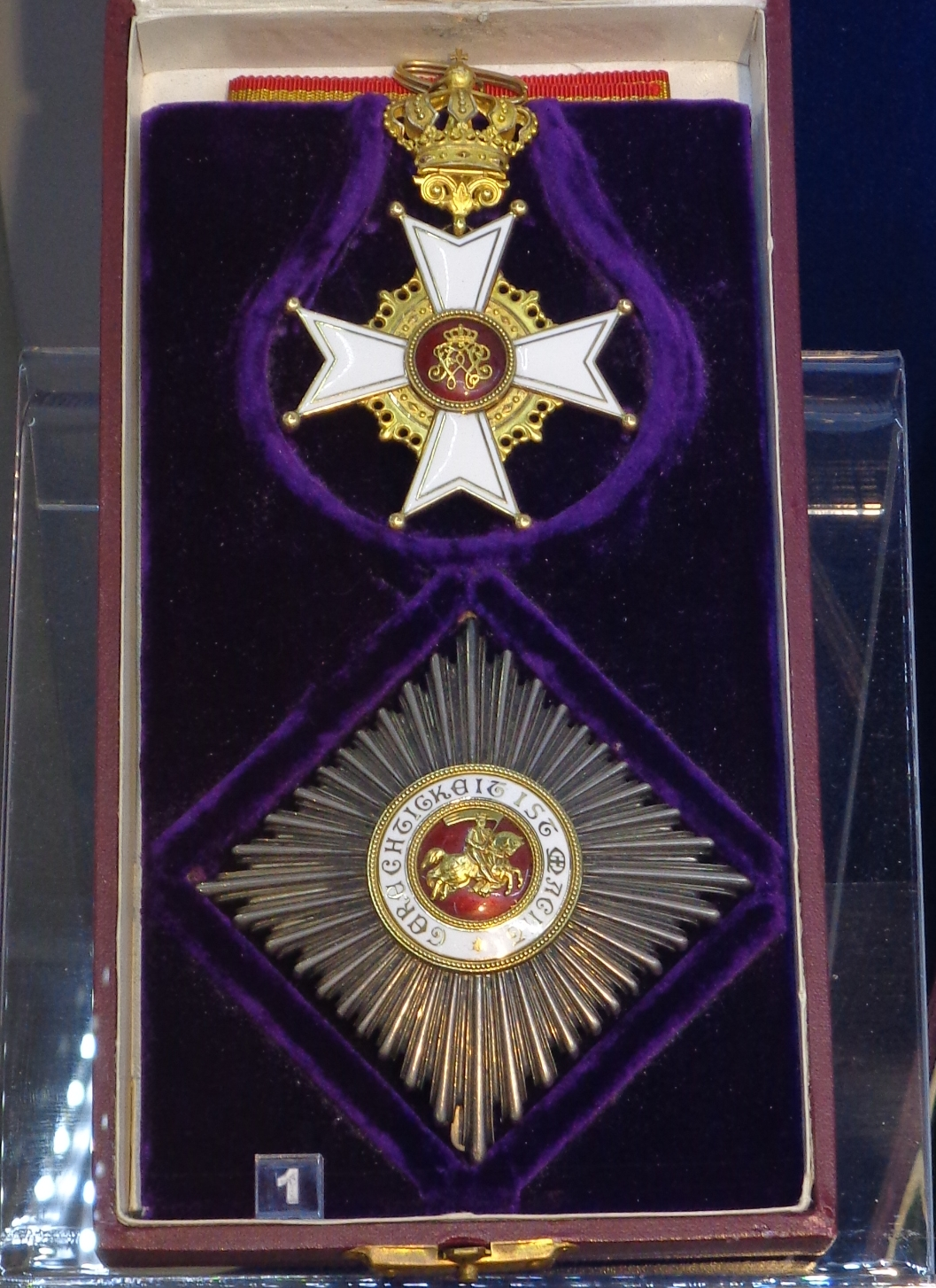
Insignia de comendador de 1era clase

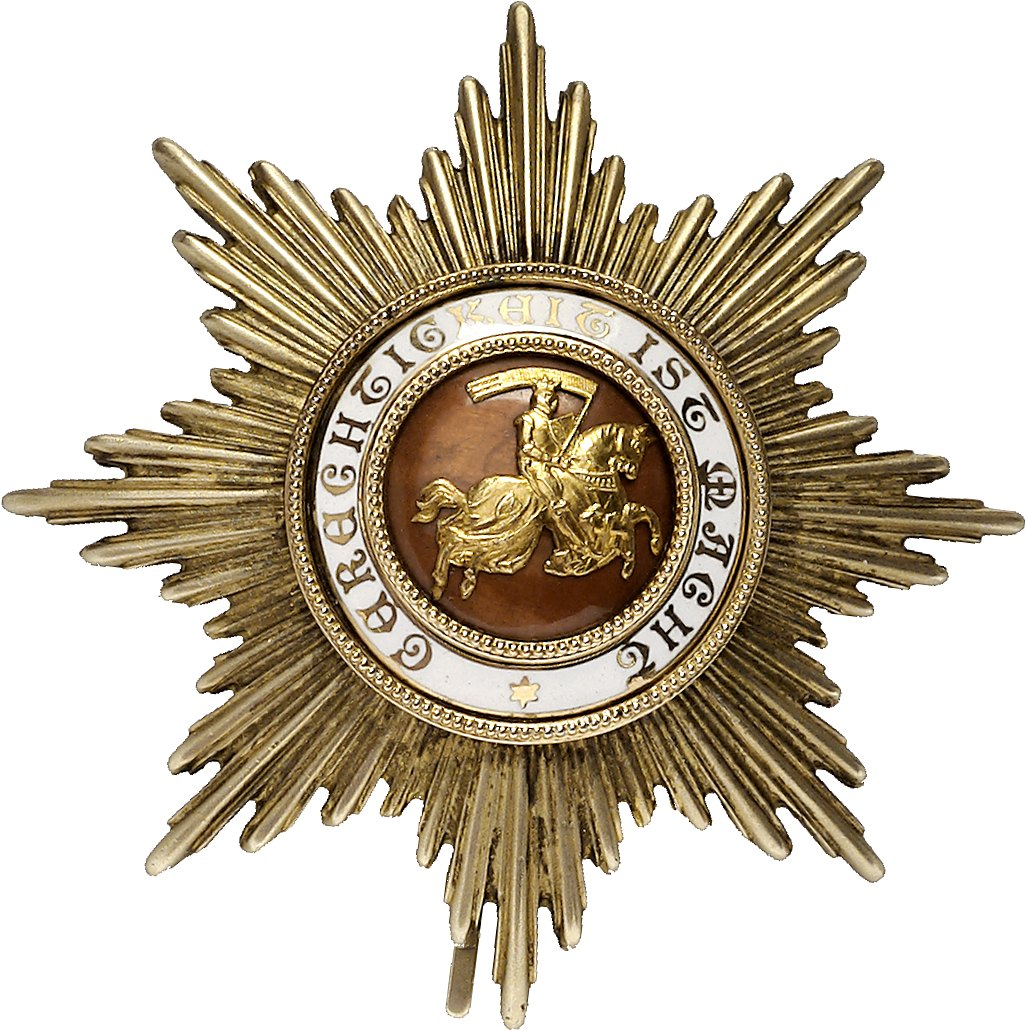
Gran Cruz de la Orden de Bertoldo

## Clases
Originalmente otorgado sólo en una clase, en 1896 se amplió a tres clases:
- Gran Cruz
- Gran Comendador (1.ª Clase) y Comendador (2.ª Clase)
- Caballero

Se añadían dos espadas cruzadas si el premio era por servicio militar.

## Insignias
La insignia es una cruz de Malta tallada en blanco y dorada con esferas de oro en las puntas y coronas ducales medievales en los ángulos. En el centro hay un círculo de esmalte rojo con un borde dorado y un monograma dorado coronado. El anillo de suspensión está unido a una gran corona ducal.

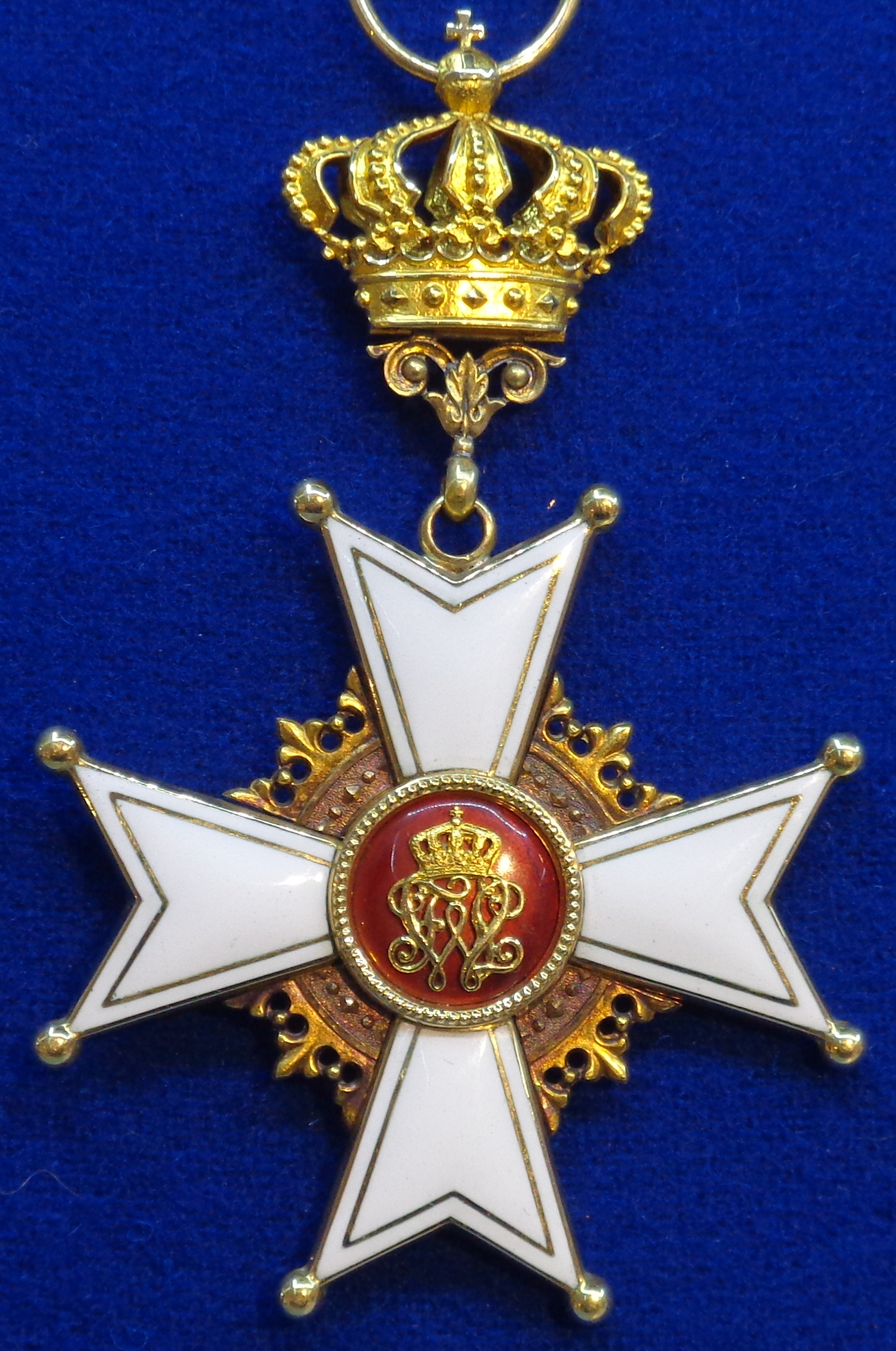
Insignia de la Orden

### Estrella
Este sello es de ocho barras y está hecho de oro o de cuatro barras y está hecho de plata, según la clase. Tiene un panel central redondo que muestra a Bertoldo IV de Zähringen a caballo, basado en su sello de 1177 para la Stift am Grossmünster en Zurich, que fue confundido en 1877 con Bertoldo I (c. 1000-1078), duque de Carintia. El panel central está rodeado por el lema "GERECHTIGKEIT IST MACHT" (La justicia es poder) en letras de estilo medieval.
La insignia de la Gran Cruz, con la estrella de ocho puntas, se llevaba en el pecho izquierdo, utilizando una banda que se usaba desde el hombro izquierdo hasta la cadera derecha. Los comandantes de primera clase llevan la cruz de la orden en el cuello, los comandantes de segunda clase llevan una estrella plateada de cuatro puntas en el pecho izquierdo y los caballeros una cruz en el pecho izquierdo. En casos especiales, la gran cruz también podía otorgarse con una cadena de oro. La cinta de la orden era roja con estrechas franjas doradas a cada lado.

## Premiados
Se excluyen los premios a soberanos extranjeros y a miembros de la gran casa ducal de Baden
| Rango                                   | Premiados en números |
| --------------------------------------- | -------------------- |
| Cadena de oro                           | 15                   |
| Gran Cruz                               | 172                  |
| Gran Cruz con espadas                   | 24                   |
| Estrella en diamantes                   | 1                    |
| Estrella con espadas                    | 2                    |
| Comandante de primera clase             | 73                   |
| Comandante de primera clase con espadas | 10                   |
| Comandante de 2da clase                 | 97                   |
| Comandante de 2da clase con espadas     | 1                    |
| Cruz de caballero                       | 347                  |
| Cruz de caballero con espadas           | 22                   |